# Murosternum molitor
Murosternum molitor là một loài bọ cánh cứng trong họ Cerambycidae.